# Куляне
Куляне (перс. كولانه) — село в Ірані, у дегестані Кухестані-є-Талеш, у Центральному бахші, шагрестані Талеш остану Ґілян. За даними перепису 2006 року, його населення становило 59 осіб, що проживали у складі 15 сімей.

## Клімат
Середня річна температура становить 12,52 °C, середня максимальна – 26,84 °C, а середня мінімальна – -1,90 °C. Середня річна кількість опадів – 574 мм.
| Клімат поселення                              | Клімат поселення | Клімат поселення | Клімат поселення | Клімат поселення | Клімат поселення | Клімат поселення | Клімат поселення | Клімат поселення | Клімат поселення | Клімат поселення | Клімат поселення | Клімат поселення | Клімат поселення |
| Показник                                      | Січ.             | Лют.             | Бер.             | Квіт.            | Трав.            | Черв.            | Лип.             | Серп.            | Вер.             | Жовт.            | Лист.            | Груд.            |                  |
| Середній максимум, °C                         | 10,54            | 9,39             | 11,32            | 15,60            | 20,06            | 24,81            | 26,84            | 26,50            | 21,95            | 18,68            | 13,90            | 10,62            |                  |
| Середня температура, °C                       | 4,89             | 3,74             | 5,68             | 9,96             | 14,42            | 19,17            | 22,48            | 22,12            | 17,58            | 14,33            | 9,54             | 6,25             |                  |
| Середній мінімум, °C                          | −0,75            | −1,9             | 0,05             | 4,33             | 8,78             | 13,53            | 18,11            | 17,77            | 13,22            | 9,96             | 5,19             | 1,90             |                  |
| Норма опадів, мм                              | 47               | 44               | 59               | 56               | 46               | 25               | 12               | 23               | 53               | 84               | 62               | 63               |                  |
| Середньомісячна швидкість вітру, м/с          | 2.20             | 2.43             | 2.47             | 2.54             | 2.22             | 2.26             | 2.56             | 2.32             | 1.96             | 2.04             | 2.01             | 1.98             |                  |
| Середньомісячна сонячна радіація, кДж/м²·день | 6984             | 9379             | 11592            | 15982            | 19862            | 22622            | 23527            | 19946            | 16382            | 11279            | 8522             | 6596             |                  |
| --------------------------------------------- | ---------------- | ---------------- | ---------------- | ---------------- | ---------------- | ---------------- | ---------------- | ---------------- | ---------------- | ---------------- | ---------------- | ---------------- | ---------------- |
| Джерело:                                      |                  |                  |                  |                  |                  |                  |                  |                  |                  |                  |                  |                  |                  |